# Rumeli Dhar
Rumeli Dhar (* 9. Dezember 1983 in Kalkutta, Indien) ist eine ehemalige indische Cricketspielerin, die zwischen 2003 und 2018 für die indische Nationalmannschaft spielte.

## Kindheit und Ausbildung
Sie wuchs in Kalkutta auf und wurde durch ihren Onkel gefördert. Sie war zunächst an Gymnastik und Volleyball interessiert und kam mit 13 Jahren zum Cricket. Mit 15 Jahren spielte sie in der U19-Mannschaft von West Bengal und konnte sich seitdem im Umfeld des indischen Teams etablieren und wurde unter anderem zu Vorbereitungs-Camps eingeladen. Ab 1999 spielte sie für Air India. Im Jahr 2003 bekam sie einen Arbeitsvertrag bei Northern Railway und zog mit ihrer Mutter zum neuen Arbeitsort.

## Aktive Karriere
Ihr Debüt für die Nationalmannschaft absolvierte sie bei einem Vier-Nationen-Turnier in Neuseeland im Januar 2003. Ihre beste Leistung konnte sie dabei mit einmal 2 Wickets für 41 Runs und einmal mit 16 Runs in Spielen gegen Australien erzielen. Daraufhin dauerte es zwei Jahre, bis sie beim Women’s Cricket World Cup 2005 ihren nächsten Einsatz für das Nationalteam fand. Dort konnte sie gegen Südafrika 33* Runs und gegen England 42 Runs erzielen. Ihren ersten WTest hatte sie auf der Tour gegen England, als sie 39 und 30 Runs erreichte. Ihr erstes Half-Century erzielte sie beim Women’s Asia Cup 2005/06 gegen Pakistan mit 54* Runs, ebenso wie 3 Wickets für 10 Runs gegen Sri Lanka, was mit einer Auszeichnung als Spielerin des Spiels verbunden war. Ebenfalls 3 Wickets (3/33) konnte sie auf der Tour in Neuseeland im März 2006 verbuchen, wobei sie im vierten WODI auch 23 Runs erzielte.
In der Folge konnte sie sich zu einer der zentralen Spielerinnen der Inder entwickeln. Im Sommer 2006 spielte sie auf einer Tour in England. Im ersten WTest erzielte sie ein Half-Century über 57 Runs, was sie in ihrem Debüt im WTwenty20 mit 66* Runs wiederholen konnte. Im Dezember beim Women’s Asia Cup 2006 folgte ein Half-Century über 53 Runs gegen Pakistan. Bei einem in Indien ausgetragenen Vier-Nationen-Turnier konnte sie 74 Runs im Spiel um den dritten Platz gegen England erreichen, was jedoch nicht zum Sieg reichte. Ein Jahr später beim Women’s Asia Cup 2008 konnte sie gegen Sri lanka zunächst 92* Runs erzielen und wurde als Spielerin des Spiels ausgezeichnet. Gegen Pakistan folgte ein weiteres Fifty über 51* Runs. Nachdem sie im Finale gegen Sri Lanka mit 50 Runs ihr drittes Half-Century im Turnier erzielt hatte, wurde sie als Spielerin des Turniers ausgezeichnet.
Bei der Tour in Australien 2008/09 übernahm sie für ein Spiel die Rolle der Kapitänin, nachdem die Jhulan Goswami im letzten WODI nicht spielte. Allerdings waren ihre Leistungen auf der Tour nicht überzeugend. Beim Women’s Cricket World Cup 2009 war ihre beste Leistung im Spiel gegen Pakistan, als sie als Bowlerin 3 Wickets für 7 Runs erzielte und als Spielerin des Spiels ausgezeichnet wurde. Bei der ersten ICC Women’s World Twenty20 2009 erzielte sie gegen Pakistan 3 Wickets für 13 Runs. Im folgenden Spiel gegen Sri Lanka hatte sie in ihren 4 Overn 2 Wickets für 4 Runs erzielt, was zu dem Zeitpunkt die effektivste Bowling-Leistung im WTwenty20 überhaupt war. Im Februar 2010 konnte sie auf der Tour gegen England im dritten WODI 4 Wickets für 19 Runs erzielen.
Zwei Jahre darauf bei der Tour gegen Australien konnte sie im ersten WODI 4 Wickets für 53 Runs erzielen. Nach einer Schulterverletzung verlor sie ihren Platz in der Nationalmannschaft und auch kam es zum Konflikt mit Railways, für die sie im nationalen Cricket spielte, woraufhin sie auch dort aus dem Team ausschied. Es folgten mentale Probleme. Es schloss sich ein zweijähriger Einsatz für Rajasthan an, wobei sie dort in einem jungen und unerfahrenen Team die Kapitänsrolle übernahm. Daraufhin wechselte sie nach Assam, wo sie abermals zwei Jahre verbrachte. In der Saison 2017/18 konnte sie für Delhi spielen, wo sie weiterhin ihren Wohnsitz seit dem Jahr 2009 hatte. Mit ihnen gelang es ihr, den nationalen WTWenty20-Meistertitel zu erringen. Als sich Jhulan Goswami auf der Tour in Südafrika verletzte, bekam sie eine erneute Chance im Nationalteam. Dabei konnte sie im letzten WTWenty20 3 Wickets für 26 Runs erzielen. Allerdings verlor sie ihren Platz wieder im Team, als sie nicht zum Women’s Twenty20 Asia Cup 2018 nominiert wurde, und hatte ihr bisher letztes internationales Spiel in einem Drei-Nation Turnier im März 2018 gegen Australien. Daraufhin spielte sie weiterhin für Bengal im nationalen indischen Cricket, bevor sie im Juni 2022 ihren Rücktritt verkündete.